# Villey-Saint-Étienne
Pour les articles homonymes, voir Villey.
Villey-Saint-Étienne [vilɛ sɛ̃t‿etjɛn] est une commune française située dans le département de Meurthe-et-Moselle, en région Grand Est.

## Géographie

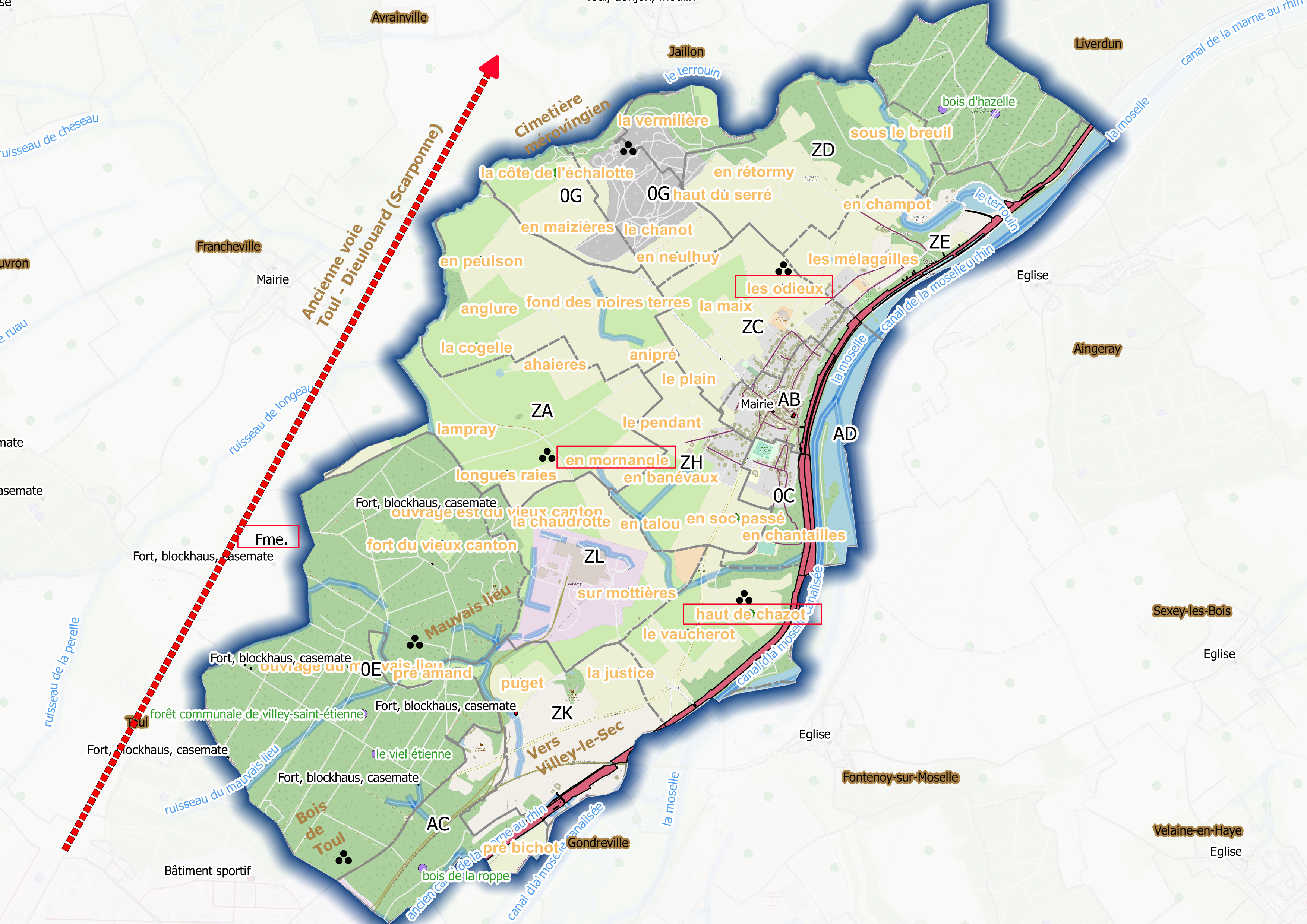
Villey-Saint-Étienne (ban communal).

La commune de Villey est délimitée à l'est et au sud par la vallée de la Moselle, au nord par la vallée du ruisseau le Terrouin (et son contrefort boisé) et son affluent le Longeau et à l'est et sud-est par le ruisseau du mauvais lieu dans un bois communal. Le ruisseau de la Naue (Naux) arrose également ce territoire.
Le ban communal d'une surface de 1 744 hectares est à une altitude moyenne de 223 mètres environ. Selon les données Corine Land Cover, il est composé à part quasi égales de forêts et de prairies ou terres arables pour 80 %, le solde se répartissant entre zones humides, (4 %) et zones anthropisées (y compris les carrières). Les exploitations agricoles (fermes) sont plutôt situées le long de l'axe Toul-Dieulouard.

### Communes limitrophes
| Francheville | Jaillon              | Liverdun             |
| Francheville | Villey-Saint-Etienne | Aingeray             |
| Toul         | Gondreville          | Fontenoy-sur-Moselle |

### Hydrographie
La commune est dans le bassin versant du Rhin, au sein du bassin Rhin-Meuse. Elle est drainée par la Moselle, la Moselle canalisée, le ruisseau du Mauvais Lieu, le ruisseau le Longeau et le Terrouin,.
La Moselle, d'une longueur totale de 560 kilomètres dont 314 kilomètres en France, prend sa source dans le massif des Vosges au col de Bussang et se jette dans le Rhin à Coblence en Allemagne. 
La Moselle canalisée est un canal, chenal non navigable de 135 km qui relie la commune de Dieulouard à celle de Kœnigsmacker où il se jette dans la Moselle. 
Le Longeau, d'une longueur de 14 km, prend sa source dans la commune de Pagney-derrière-Barine et se jette  dans le Terrouin à Jaillon, après avoir traversé cinq communes. 

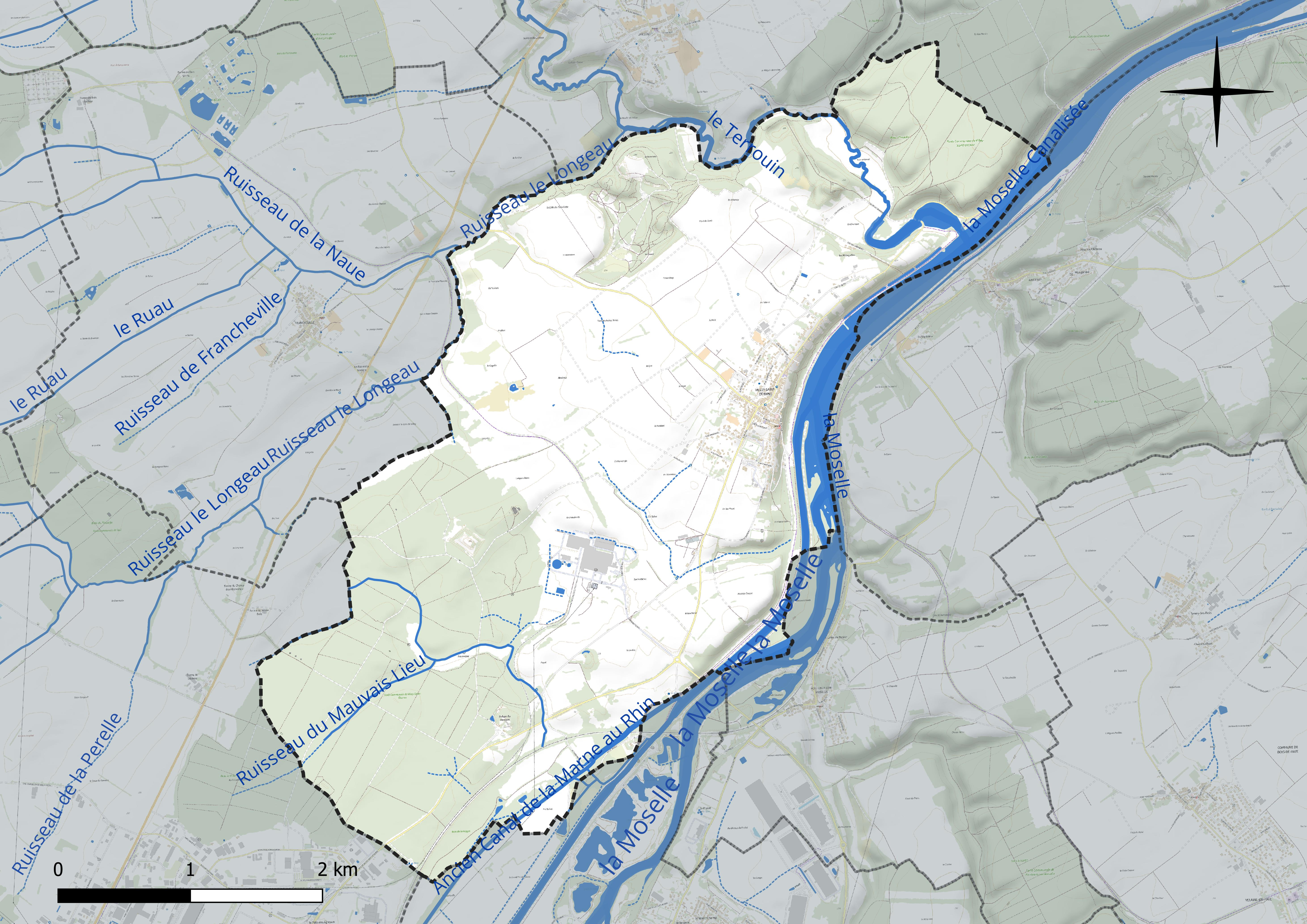
Réseau hydrographique de Villey-Saint-Étienne.

### Climat
Pour des articles plus généraux, voir Climat du Grand Est et Climat de Meurthe-et-Moselle.
En 2010, le climat de la commune est de type climat des marges montargnardes, selon une étude du Centre national de la recherche scientifique s'appuyant sur une série de données couvrant la période 1971-2000. En 2020, Météo-France publie une typologie des climats de la France métropolitaine dans laquelle la commune est dans une zone de transition entre le climat océanique altéré et le climat océanique altéré et est dans la région climatique  Lorraine, plateau de Langres, Morvan, caractérisée par un hiver rude (1,5 °C), des vents modérés et des brouillards fréquents en automne et hiver. 
Pour la période 1971-2000, la température annuelle moyenne est de 9,7 °C, avec une amplitude thermique annuelle de 16,8 °C. Le cumul annuel moyen de précipitations est de 822 mm, avec 12,4 jours de précipitations en janvier et 9,1 jours en juillet. Pour la période 1991-2020, la température moyenne annuelle observée sur la station météorologique de Météo-France la plus proche, « Nancy-Ochey », sur la commune d'Ochey à 17 km à vol d'oiseau, est de 10,5 °C et le cumul annuel moyen de précipitations est de 810,4 mm. 
La température maximale relevée sur cette station est de 39,6 °C, atteinte le 25 juillet 2019 ; la température minimale est de −19,1 °C, atteinte le 12 janvier 1987,,. 
Les paramètres climatiques de la commune ont été estimés pour le milieu du siècle (2041-2070) selon différents scénarios d'émission de gaz à effet de serre à partir des nouvelles projections climatiques de référence DRIAS-2020. Ils sont consultables sur un site dédié publié par Météo-France en novembre 2022.

## Urbanisme

### Typologie
Au 1er janvier 2024, Villey-Saint-Étienne est catégorisée bourg rural, selon la nouvelle grille communale de densité à sept niveaux définie par l'Insee en 2022.
Elle est située hors unité urbaine. Par ailleurs la commune fait partie de l'aire d'attraction de Nancy, dont elle est une commune de la couronne,. Cette aire, qui regroupe 353 communes, est catégorisée dans les aires de 200 000 à moins de 700 000 habitants,.

### Occupation des sols
L'occupation des sols de la commune, telle qu'elle ressort de la base de données européenne d’occupation biophysique des sols Corine Land Cover (CLC), est marquée par l'importance des territoires agricoles (47,2 % en 2018), une proportion sensiblement équivalente à celle de 1990 (48 %). La répartition détaillée en 2018 est la suivante : forêts (39,3 %), terres arables (25,6 %), prairies (14 %), zones agricoles hétérogènes (7,6 %), eaux continentales (4,2 %), zones urbanisées (3,5 %), zones industrielles ou commerciales et réseaux de communication (3 %), espaces ouverts, sans ou avec peu de végétation (2,8 %). L'évolution de l’occupation des sols de la commune et de ses infrastructures peut être observée sur les différentes représentations cartographiques du territoire : la carte de Cassini (XVIIIe siècle), la carte d'état-major (1820-1866) et les cartes ou photos aériennes de l'IGN pour la période actuelle (1950 à aujourd'hui).

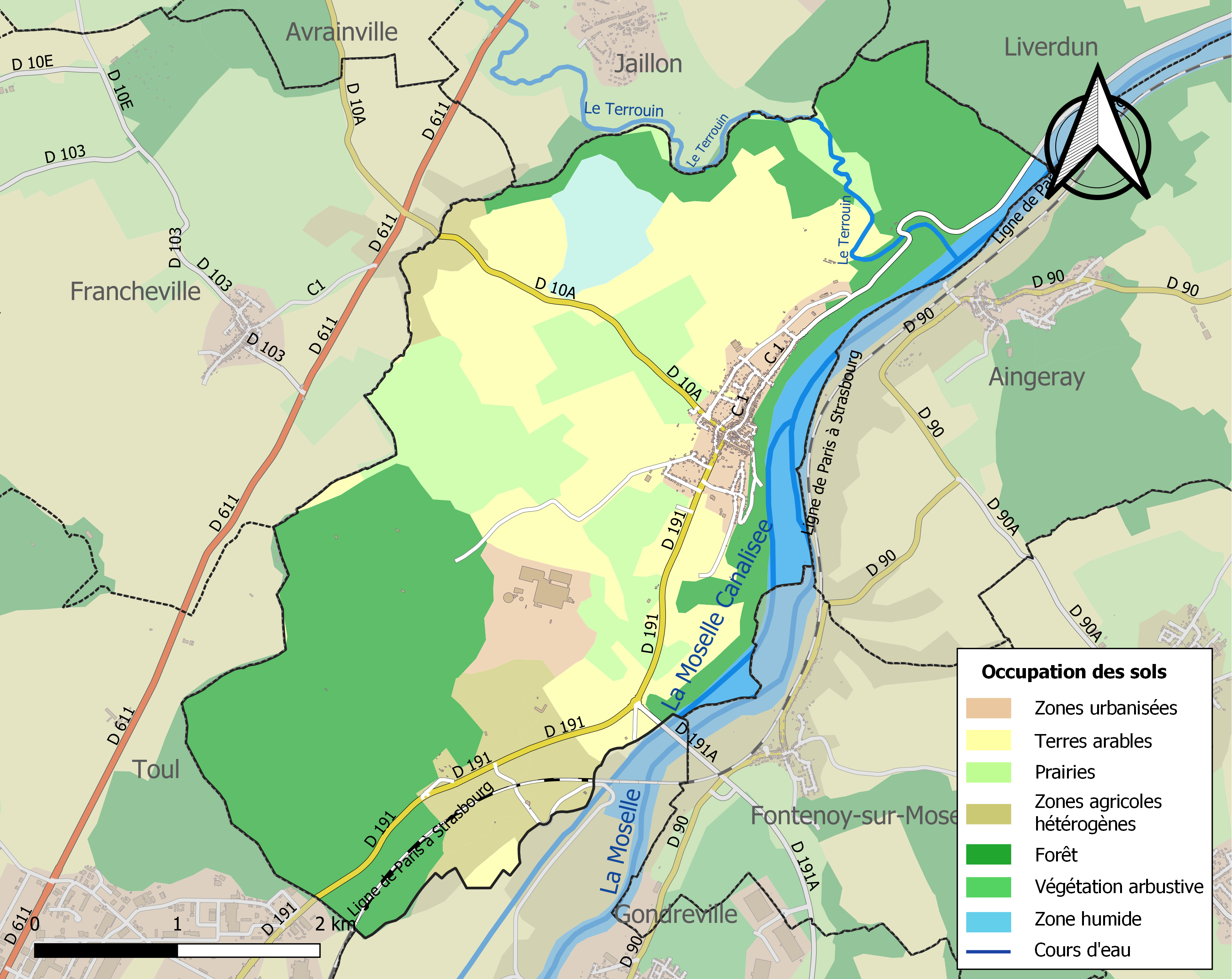
Carte des infrastructures et de l'occupation des sols de la commune en 2018 (CLC).

## Toponymie
Villa Vidiliaca cum ecclesia, Vedeliacum cum basilica, in comitatu Tullensi, Villa quæ Videliacus dicitur, Villeyum, Villeyum Sancti-Stephani (1402), Viliez-Saint-Estienne (1594) et Villers-Saint-Étienne (1719), sont les graphies rencontrées dans le Dictionnaire topographique du département de la Meurthe.

Villey est très ancien : il formait déjà une commune assez importante au IXe siècle ; et l’évêque de Toul, Ludelme, en fit don à sa cathédrale à la même époque : on le nommait alors Videliacus, ou Villae-Sancti-Stephani

Ce nom est formé d'un anthroponyme VIDEL(us) accolé au mot -iacum, suffixe désignant un village postérieurement dédié à saint Étienne.
Saint-Étienne est un hagiotoponyme qui fait référence à un des saint Étienne.
Au cours de la Révolution française, la commune a porté le nom de Villey-sur-Moselle.

## Histoire
Le territoire de la commune de Villey-Saint-Étienne a livré de nombreux indices de l'occupation humaine depuis l'âge de pierre. Sa situation au sud d'une liaison naturelle entre les monts Saint-Michel (mont Bar) et côtes Barine et la Moselle au nord-est et en surplomb de la rivière l'ont surement favorisé.

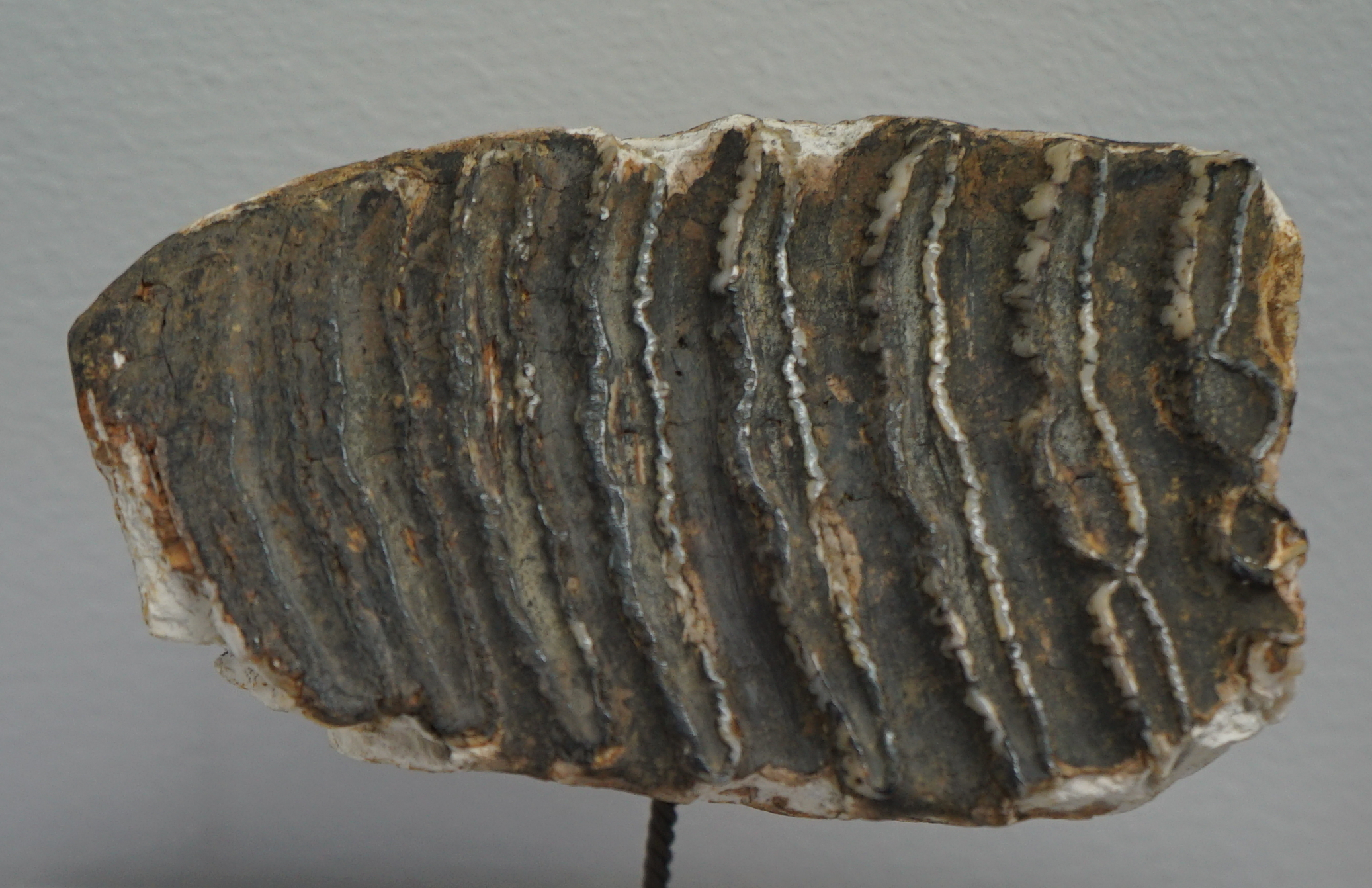
Molaire de mammouth musée d'art et d'histoire de Toul,
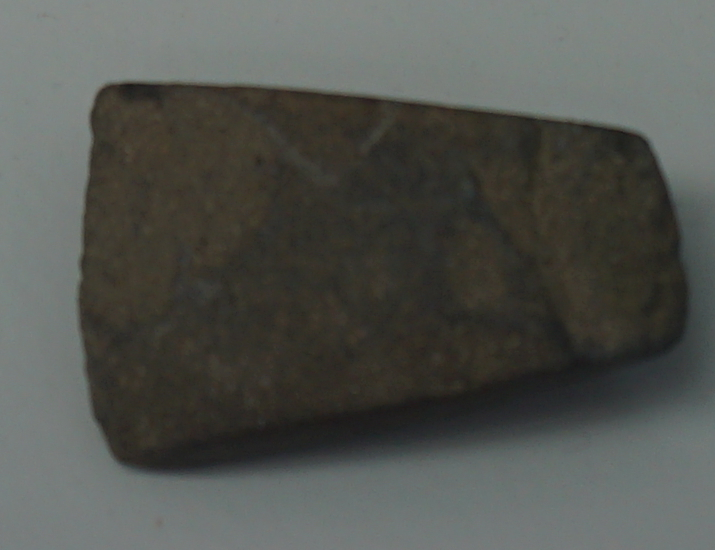
Hache polie.
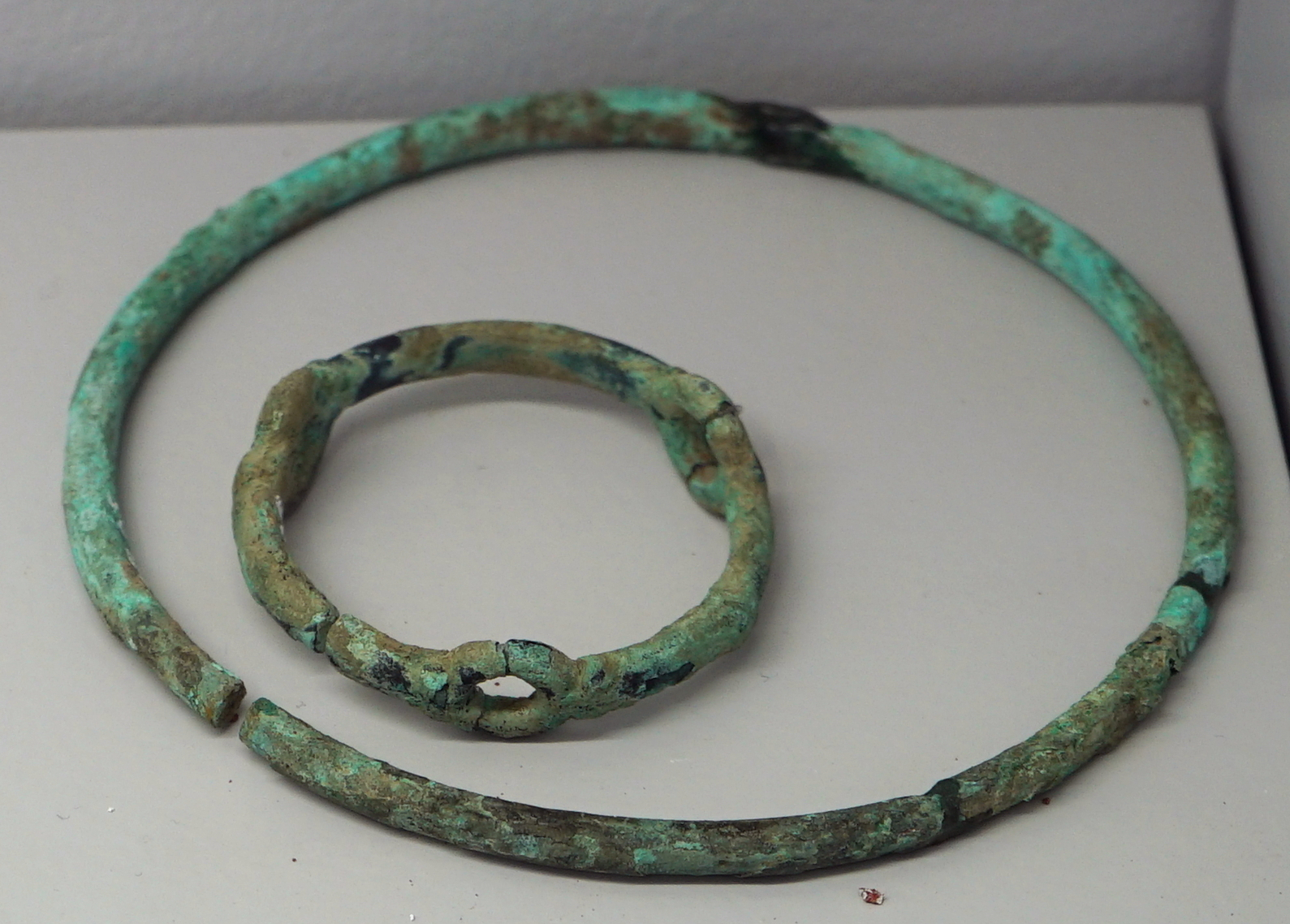
Objet celte de Villey,
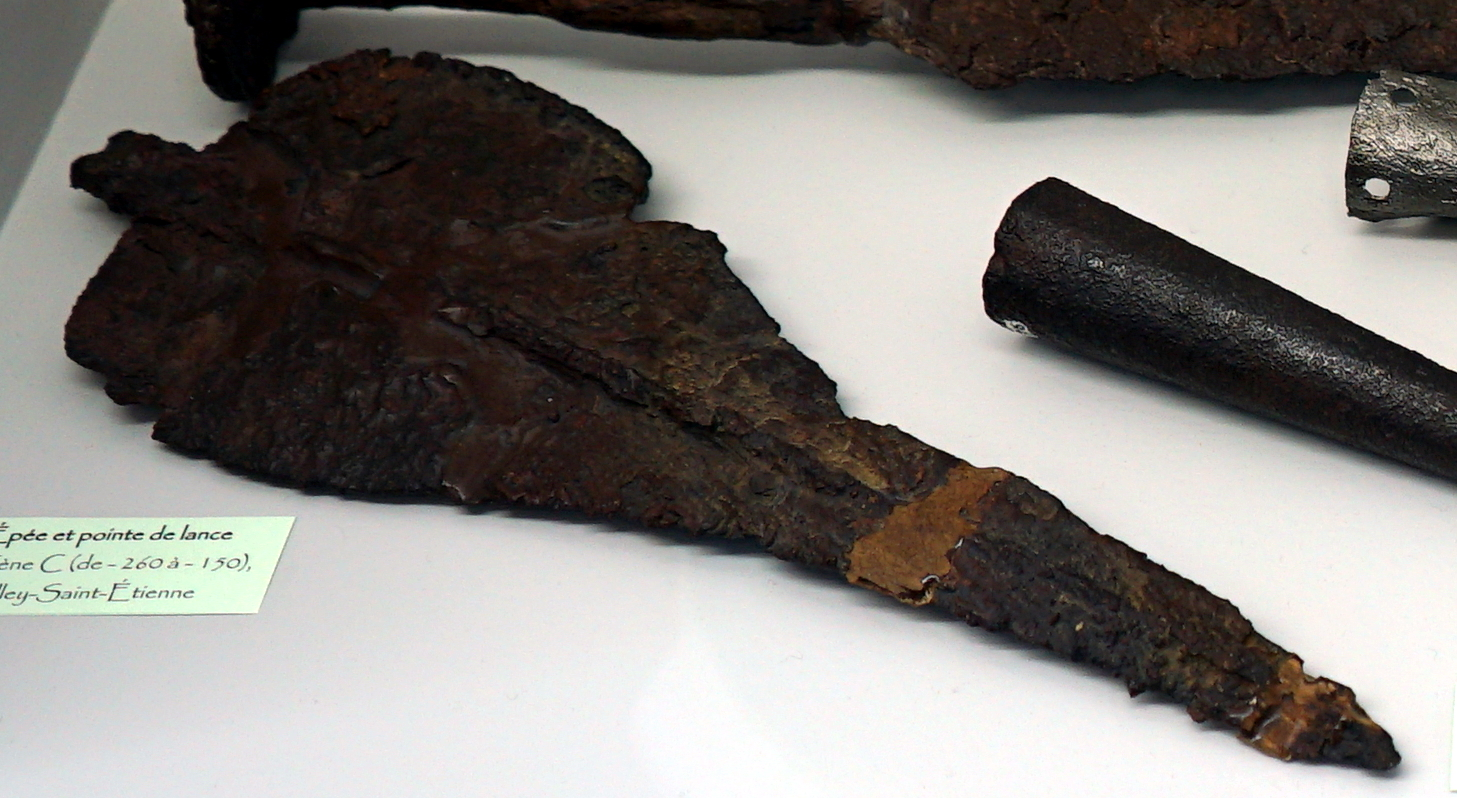
Pointe de lance,

### Période préhistorique
Jules Beaupré signale :
«Nombreux silex taillés, pointes de flèches, de dards, haches polies en silex, etc., recueillis par M. Gruyer, instituteur. (Musée lorrain.)»
«Dans la forêt communale dite Bois Laroppe entre le chemin de fer et le chemin de Toul, on a trouvé des ossements humains dans des tumuli. En déblayant les terres, au-dessus de l'emplacement de la carrière Solway, on découvrit en 1886 à des profondeurs variant entre 0 m,60 et 0 m,80 des sépultures de l'âge dit du bronze. Les objets qu'elles contenaient, torques et bracelets, ont été déposés au Musée lorrain. (Dr Bleicher et Wiener. — Notice sur la découverte d'une station de l'âge du bronze à Villey-Saint-Étienne.. — (Mémoires de la Société d'Archéologie lorraine, 1886.) Nous avons exploré en 1897 des tumuli situés dans la coupe n° 13 de la forêt communale dite Bois de Toul. Ils recouvraient des sépultures par inhumation et par incinération. Le mobilier funéraire, bien que très pauvre, permet de les dater, comme les sépultures découvertes en 1886, de la fin de la période de Hallstatt. Il existait dans les vignes au lieu-dit Haut de Chazot, vis-à-vis Fontenoy, une enceinte dont les remblais sont aujourd'hui nivelés par la culture.»
La carte archéologique de Gaule, département 54, indique que le mobilier de ces découvertes, déposé dans les deux musées lorrain et de Toul, appartiendrait à la période de la Tène ancienne (460 av. J.-C. - 400 av. J.-C : Phases A et B) bien que des publications successives ont proposé des datations plus anciennes.
Ces inhumations pourraient donc être en rapport avec un site d'occupation proche comme le lieu-dit les hauts de Chazot ou le village lui-même, à cette époque.

### Période gallo-romaine
Cette période est moins bien connue sur le territoire de la commune, mais les répertoires archéologiques mentionnent des découvertes indices de l'occupation pendant la Pax Romana : 
« Au lieu-dit Saint-Martin, tuiles à rebord : selon Olry, des monnaies romaines et des vases cinéraires ont  été trouvés à plusieurs endroits. »
« Au lieu-dit Aux odieux, A. Lieger signale en 1999 un établissement gallo-romain trahi par la présence de pierres de construction et de tessons de céramique (sigillée). Au lieu-dit En Mornangle, sont signalés des éléments identiques, ces deux occupations dateraient du Ier au IIe siècle de notre ère. (CAG, HAMM, Gilles) »

### Période Mérovingienne
Au lieu-dit En haut des tombeaux (Tomboux), particulièrement évocateur, a été mise à jour en 1936, le long de la voie Toul-Dieulouard, une nécropole mérovingienne (période de 500 à 700) de 120 sépultures dont le mobilier est conservé dans les musées de Metz et Jarville. Les archéologues ont pour hypothèse que les sépultures mérovingiennes étaient rarement isolées, qu'elles étaient groupées le plus souvent en cimetières plus ou moins importants, en général près d'une voie de circulation (mais cela vient sans doute du fait que les voies se trouvaient justement près des lieux sacrés), que les morts étaient alignés et les femmes séparées des hommes. Ces sépultures révèlent toutefois clairement une occupation soit de villages, soit de places royales (royaume des Francs orientaux, constitué à partir de l'ancien territoire des Francs Ripuaires) et, en tout cas, ces sépultures sont à raccrocher à une église proche. Selon E Salins, le mobilier des tombes indiquerait que les hommes étaient de culture alémanique et les femmes plutôt gallo-romaines.

### Moyen Âge jusqu'à la révolution
Les historiens perdent la trace écrite de la communauté de Villey-Saint-Étienne et son église du XXe au XIVe siècle. Toutefois comme l'illustre un article paru aux études touloises, l"entretien et parfois l’agrandissement de l’église Saint-Martin de Villey feront l'objet de maints échanges entre les représentants du clergé et les habitants par des écrits entre 1712 et 1785. Dans la seconde moitié du XVe siècle une maison forte fut édifié en surplomb de la Moselle, offrant ainsi une vue imprenable sur toute la vallée.
Le constructeur de cette maison forte ainsi que l’utilisation de celle-ci restent inconnus jusqu’au XVIe siècle son premier propriétaire connu est Louis 1er de la Mothe, Conseiller d’État, Maître des requêtes du duc Charles III depuis 1560, seigneur de Froidos, Marchéville et Lanfroicourt, qui ne demeurait pas dans la Grosse Maison, mais à Lanfroicourt.
En juillet 1609, les chanoines du chapitre de la cathédrale de Toul acquièrent cette demeure. Les archives départementales de Meurthe-et-Moselle conservent la trace de la mise en vente des biens du clergé devant le directoire (de Toul) et notamment la division de cette maison en lots.

### Époque contemporaine

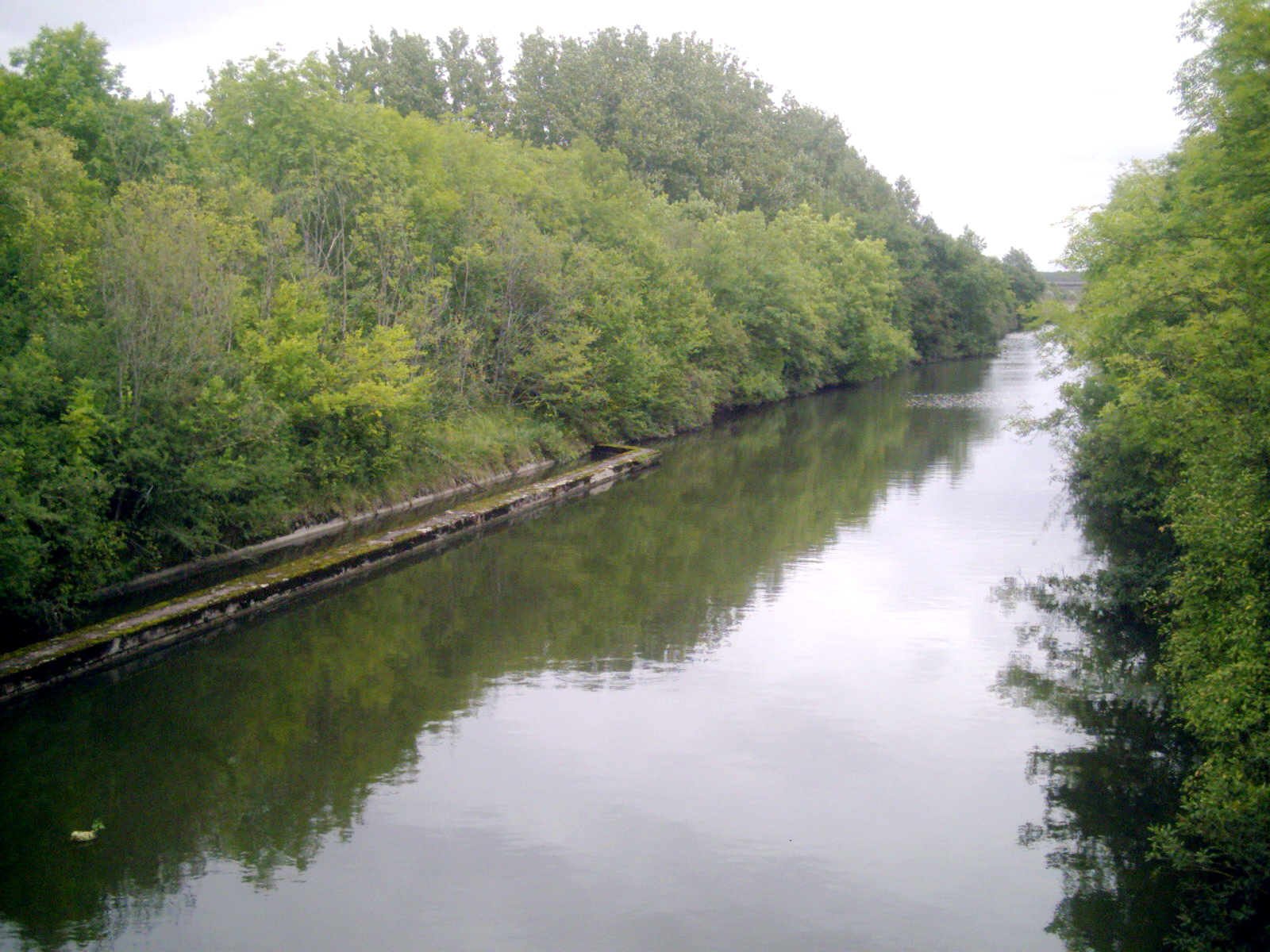
Villey : le canal de la Marne au Rhin.

La commune a vu la construction du canal de la Marne au Rhin, en contrebas du plateau, dans le lit majeur de la Moselle (rivière), puis son déclassement et son remblaiement partiel au moment de la canalisation de la Moselle à grand gabarit en 1976.

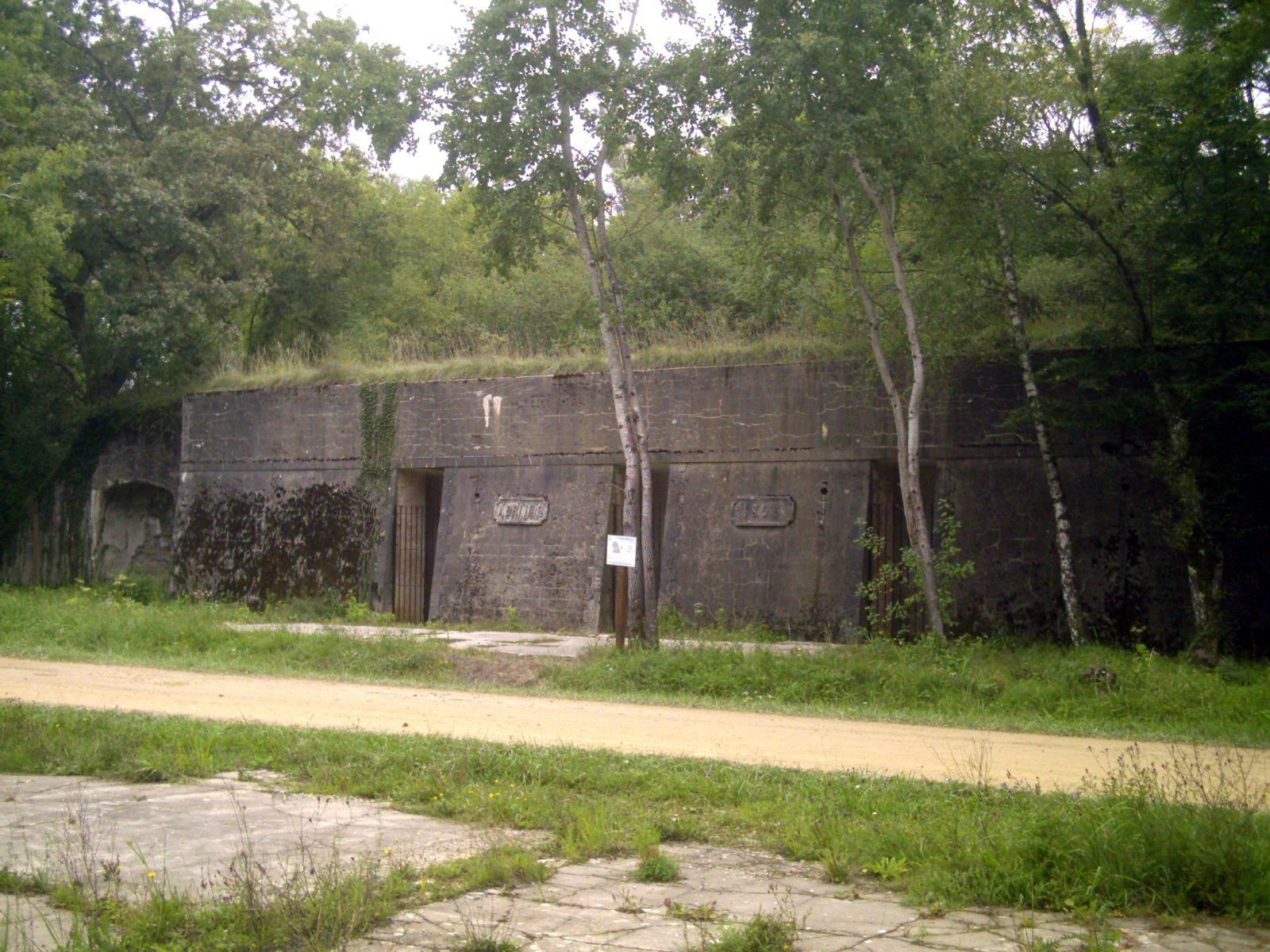
Villey : Élément du Fort du vieux Canton.

Entre 1906 et 1909 deux ouvrages défensifs du système Séré de Rivière, dit du Vieux canton et du Mordant ont pris place sur le ban communal.
Construit en  1991, le site de production Kimberly-Clark de Villey-Saint-Étienne, (Zonage ZL), a diversifié son activité. D’abord vouée à la production de papier-toilette, l’usine se consacre depuis 2016 exclusivement à la fabrication d’essuie-mains à destination des professionnels : hôpitaux, collectivités, industries, bureaux, hôtels, restaurants.
Le 5 août 2011, une tornade classée F-1 sur l'échelle de Fujita frappe Villey-Saint-Étienne, et provoque quelques dégâts,.

## Politique et administration
| Période | Période                   | Identité                                           | Étiquette | Qualité |
| --- | ------------------------- | -------------------------------------------------- | --------- | ------- |
| Les données manquantes sont à compléter. Claude BRUAN(T) 1641-1698, maire en 1679 - Vigneron et laboureur. |                           |                                                    |           |         |
| mars 2001                                                                                                  | En cours (au 25 mai 2020) | Jean-Pierre Couteau Réélu pour le mandat 2020-2026 |           |         |

## Population et société

### Démographie
L'évolution du nombre d'habitants est connue à travers les recensements de la population effectués dans la commune depuis 1793. Pour les communes de moins de 10 000 habitants, une enquête de recensement portant sur toute la population est réalisée tous les cinq ans, les populations de référence des années intermédiaires étant quant à elles estimées par interpolation ou extrapolation. Pour la commune, le premier recensement exhaustif entrant dans le cadre du nouveau dispositif a été réalisé en 2008.

En 2022, la commune comptait 1 020 habitants, en évolution de −5,82 % par rapport à 2016 (Meurthe-et-Moselle : −0,13 %, France hors Mayotte : +2,11 %).
| 1793 | 1800 | 1806 | 1821 | 1831 | 1836 | 1841 | 1846 | 1851 |
| ---- | ---- | ---- | ---- | ---- | ---- | ---- | ---- | ---- |
| 639  | 699  | 701  | 735  | 741  | 800  | 835  | 784  | 805  |

| 1856 | 1861 | 1872 | 1876 | 1881 | 1886 | 1891 | 1896 | 1901 |
| ---- | ---- | ---- | ---- | ---- | ---- | ---- | ---- | ---- |
| 763  | 763  | 700  | 721  | 651  | 613  | 646  | 619  | 576  |

| 1906 | 1911 | 1921 | 1926 | 1931 | 1936 | 1946 | 1954 | 1962 |
| ---- | ---- | ---- | ---- | ---- | ---- | ---- | ---- | ---- |
| 569  | 626  | 516  | 636  | 626  | 610  | 480  | 554  | 595  |

| 1968 | 1975 | 1982 | 1990  | 1999  | 2006  | 2008  | 2013  | 2018  |
| ---- | ---- | ---- | ----- | ----- | ----- | ----- | ----- | ----- |
| 567  | 610  | 909  | 1 037 | 1 052 | 1 071 | 1 077 | 1 109 | 1 040 |

| 2022  | - | - | - | - | - | - | - | - |
| ----- | - | - | - | - | - | - | - | - |
| 1 020 | - | - | - | - | - | - | - | - |

## Économie
H. Lepage indique dans son dictionnaire des communes de Meurthe au sujet de l'activité économique du XIXe siècle :
«Surf. territ. : 1 729 hect.; 885 en terres lab., 167 en prés, 85 en vignes, 495 en bois. Moulin à grains, carrières de pierres de taille»
confirmant le caractère agricole et viticole de l'économie.

### Secteur primaire ouagriculture
Le secteur primaire comprend, outre les exploitations agricoles et les élevages, les établissements liés à l’exploitation de la forêt et les pêcheurs.D'après le recensement agricole 2010 du ministère de l'Agriculture (Agreste), la commune de Villey-Saint-Étienne était majoritairement orientée sur la polyculture et le poly-élevage (auparavant même production) sur une surface agricole utilisée d'environ 622 hectares (inférieure à la surface cultivable communale) quasi stable depuis 1988 - Le cheptel en unité de gros bétail s'est réduit de 473 à 280 entre 1988 et 2010. Il y avait encore 8 (10 en 1988) exploitations agricoles ayant leur siège dans la commune employant 10 unités de travail, (jusqu'à 10 auparavant) ce qui plaçait la commune parmi celles dont l'activité agricole s'était maintenue mais resserrée.

### Secteur secondaire ouIndustrie
Une usine de l'entreprise américaine Kimberly-Clark est implantée sur le territoire de la commune.

## Culture locale et patrimoine

### Lieux et monuments

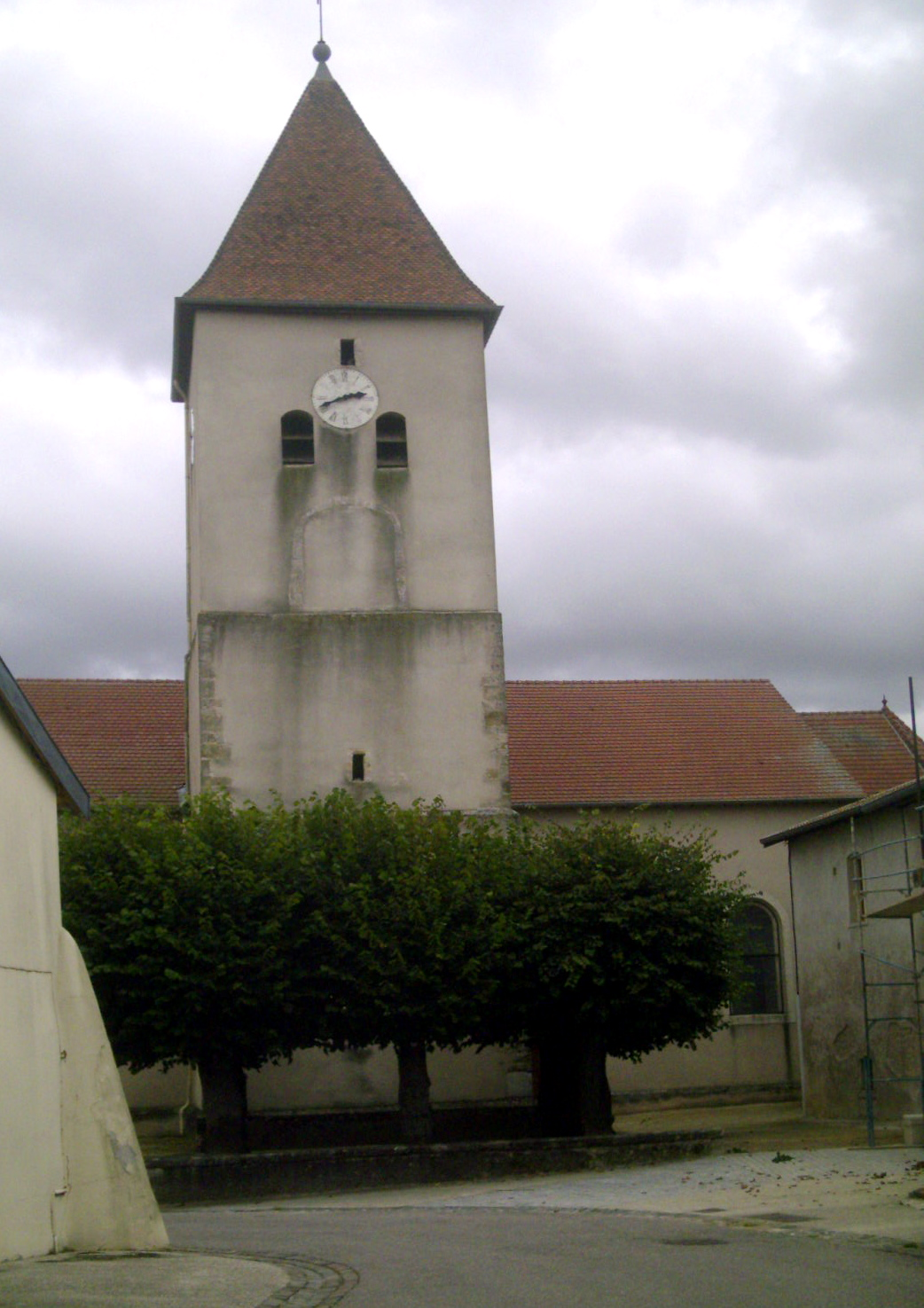
L'église.
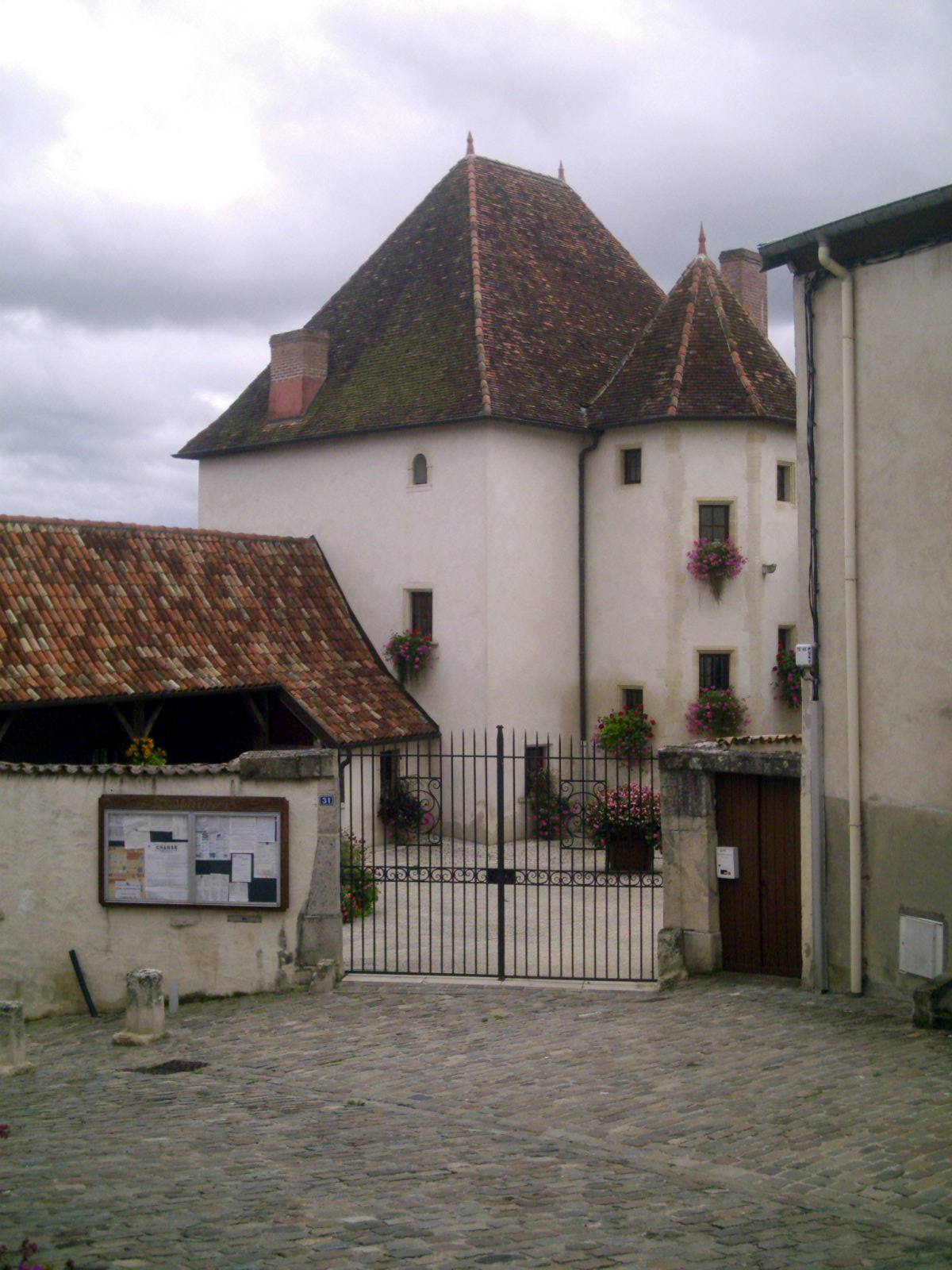
Maison forte.
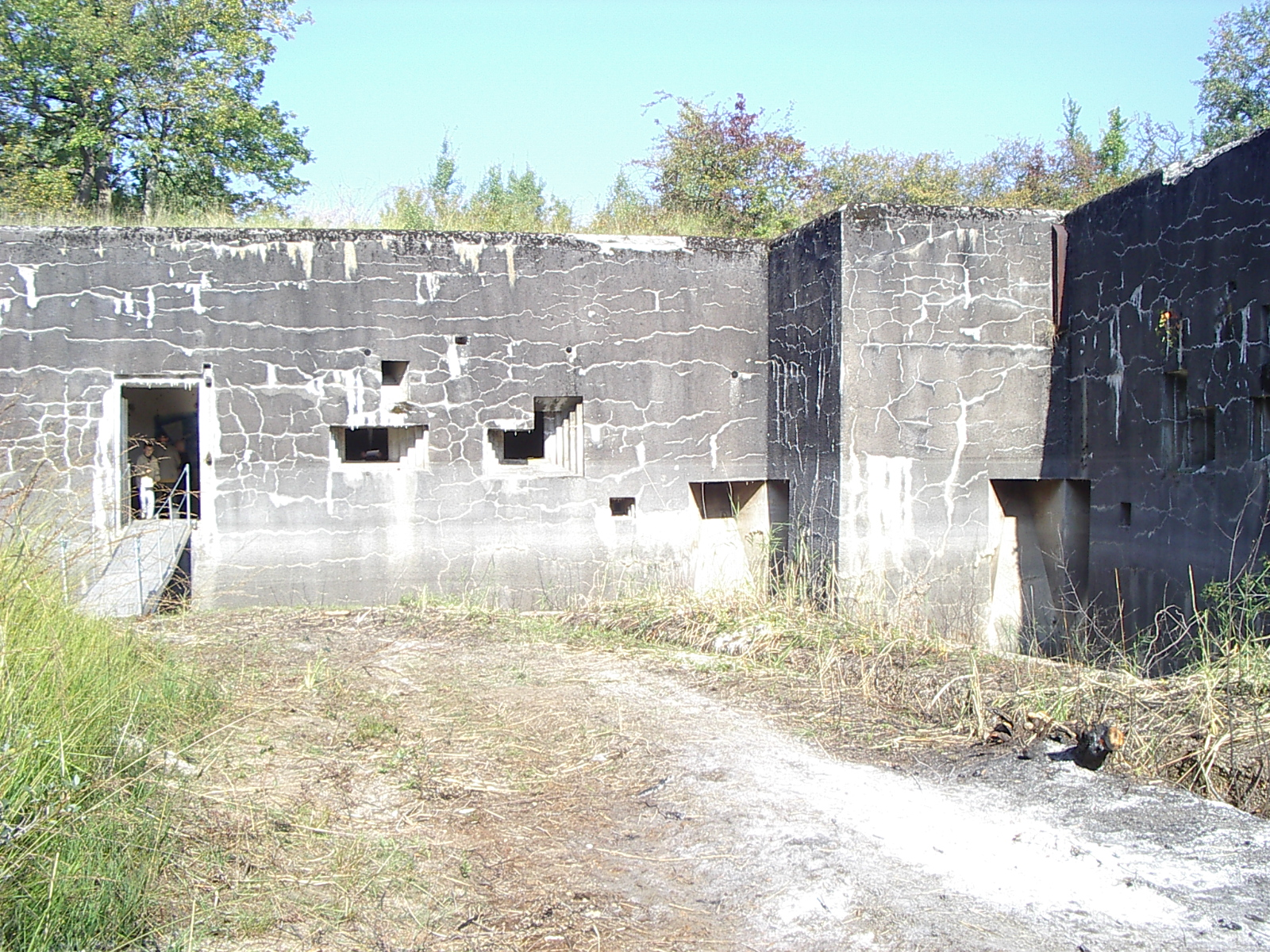
Fort du vieux Canton

#### Édifices civils et militaires
- Fort du Vieux-Canton : Ouvrage du Vieux-Canton-est, ouvrage du bas du chêne, ouvrage Ouest du Vieux-Canton, ouvrage du Mordant
- Nécropole alémanique et mérovingienne fouillée en 1936 et abritant environ 115 sépultures des Ve-VIIe siècles.
- La maison-forte  ou Grosse-Maison objet d'une inscription au titre des monuments historiques depuis 1988[38]: reconstruite au XVe siècle, elle dépendait à l'époque du chapitre de Toul, : tourelle d'escalier, fenêtres à meneaux, caves avec fenêtres de tir fin XIIe siècle
- Pigeonnier du XVIIe siècle construit en 1658 dans les combles de la Maison forte
- Petite halte de plaisance[39]

#### Édifices religieux
- Église du XIXe siècle avec une tour fortifiée avec archères du XIIIe siècle.
- Presbytère du XVIe siècle.

### Personnalités liées à la commune
- Louise Pons, agricultrice ayant fait l'objet d'un reportage dans Le Petit Rapporteur[40].

### Héraldique
| Blason de Villey-Saint-Étienne | Blason  | Parti d’azur et d'or au léopard brochant de l'un en l'autre ; au chef parti d'or à trois têtes de lions de gueules lampassées et couronnées d'argent et d'azur à trois cailloux d'argent. |
| Blason de Villey-Saint-Étienne | Détails | Le léopard représente la famille Malcuit seigneurs de Villey. Les cailloux rappellent que le village était le siège d'une prévôté du diocèse de Toul et sont une allusion à la lapidation d'Étienne. Les trois têtes de lion sont les armoiries de la famille de la Mothe, d'ancienne chevalerie, propriétaire de la Maison forte au milieu du XVIe siècle. Le statut officiel du blason reste à déterminer. |